# Amiga Fast File System
Amiga Fast File System (FFS) – system plików używany w komputerach Amiga.
Był drugą wersją systemu plików AmigaOS stworzony z myślą o obsłudze twardych dysków. Od poprzednika różni się głównie uwolnieniem bloków z zawartością plików od informacji zarządzającej, w ten sposób przesyłanie zawartości plików do i z kontrolera dysków mogło być zrealizowane w wydajniejszy sposób. W starym systemie każdy blok na dysku (512 bajtów) zawierał tylko 488 bajtów należących do pliku, co powodowało niepotrzebną stratę miejsca. FFS wykorzystywał całe bloki, czyli tak jak dzieje się to w większości współczesnych systemów plików np. FAT.
FFS pojawił się w wersji 1.3 systemu operacyjnego, wraz z wprowadzeniem do sprzedaży modeli A500 i A2000 w 1987 roku.
Jak każdy system plików bez księgowania, FFS jest podatny na logiczne uszkodzenie struktury dysku, gdy nieoczekiwanie przerwie się zapis danych (przez wyłączenie komputera lub wyjęcie dyskietki).
Poprzednia wersja systemu plików została nazwana OFS - Original/Old File System.